# Viracucha misionesicus
Viracucha misionesicus är en spindelart som först beskrevs av Cândido Firmino de Mello-Leitão 1945.  
Viracucha misionesicus ingår i släktet Viracucha och familjen Ctenidae. Inga underarter finns listade i Catalogue of Life.